# Elezioni parlamentari in Turchia del 1939
Le elezioni parlamentari in Turchia del 1939 si tennero il 26 marzo per il rinnovo della Grande Assemblea Nazionale Turca.